# Vue mer
Vue mer est un roman de Bernard du Boucheron paru le 3 janvier 2009 aux éditions Gallimard et récompensé par Le Grand Prix de la Mer. 

## Historique de l'œuvre
Vue mer est un roman de Bernard du Boucheron. 

## Résumé
Ce roman décrit, en deux parties, la vie dans un village de pêcheurs. Avant de devenir une station balnéaire, Cala Porcx était une misérable bourgade où l'incivilité était devenue une règle de vie. Avec la modernité et d'autres mœurs, l'enfer n'est pas loin...

## Prix littéraires
- Vue mer a reçu en 2009 le Grand Prix de la Mer par l'Association des écrivains de langue française[1].

## Éditions et traductions
- Vue mer, éditions Gallimard, coll. « Blanche »,  2009  (ISBN 9782070124121).